# Périgord

Wapen van Périgord

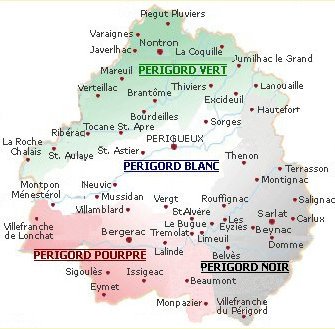
kaart van Perigord

Périgord is een landstreek in Frankrijk, evenals de hoofdstad Périgueux vernoemd naar de Gallische volksstam de Petrocorii. Tot de Franse Revolutie was het een graafschap binnen de toenmalige provincie Guyenne-Gascogne. Bij de bestuurlijke herindeling na de Revolutie werd het een departement en veranderde de naam conform de regel in die van de voornaamste rivier die door de streek loopt: de Dordogne. Het departement Dordogne behoort tot de regio Nouvelle-Aquitaine. 
Périgord bestaat uit vier gebieden:
- Périgord Blanc, Wit-Périgord
- Périgord Noir, Zwart-Périgord
- Périgord Pourpre, Paars-Périgord
- Périgord Vert, Groen-Périgord

De vier kleuraanduidingen slaan op bijzonderheden die ter plaatse gelden:
- Het wit slaat op de lichtgekleurde kalkplateaus die het landschap in grote mate bepalen.
- Het zwart slaat op het donkere bladerendak van de uitgebreide eikenbossen en de truffel die daar gevonden wordt.
- Het paars slaat op de druivenbladeren van de wijnstreek rondom Bergerac, die in het najaar rood-paars verkleuren.
- Het groen slaat op het feit dat in dit deel van Périgord de meeste regen valt, en het landschap dus groener is.

## Landbouw
Périgord staat van oudsher bekend als belangrijkste vindplaats van truffels in Frankrijk en om de ganzenteelt. De toevoeging "à la Périgourdine" (op de wijze van Périgord) betekent dan ook dat een gerecht truffel en ganzenlever als garnituur heeft. In Périgord worden ook druiven geteeld en sinds het eind van de 19e eeuw aardbeien. Deze teelt was aanvankelijk voor de lokale markt, maar na de Tweede Wereldoorlog werden aardbeien van Périgord verkocht over heel Frankrijk. Anno 2020 komt een kwart van alle Franse aardbeien uit deze streek. Sinds 2004 vallen acht aardbeirassen uit Périgord onder de Beschermde geografische aanduiding "aardbei van Périgord". Ook de walnoot is een traditionele teelt in de Périgord; het gaat voornamelijk om de variëteiten franquette, marbot, grand-jean en corne. Walnoten van een gebied van 7.000 ha in de departementen Dordogne, Lot, Corrèze en Charente kregen een Beschermde geografische aanduiding.

## Toponiemen
De naam Périgord wordt verwezen in de naam van verschillende dorpen en gemeenten in de streek:
Auriac-du-Périgord,
Beaumont-du-Périgord,
Beaumontois en Périgord,
Brantôme en Périgord,
Calviac-en-Périgord,
Les Coteaux Périgourdins,
Faux-en-Périgord,
Mareuil en Périgord,
Montferrand-du-Périgord,
Prats-du-Périgord,
Saint Privat en Périgord,
Saint-Marcel-du-Périgord,
Siorac-en-Périgord,
Sorges et Ligueux en Périgord, en
Villefranche-du-Périgord